# European Taekwondo Union
European Taekwondo Union (ETU, pol. Europejska Unia Taekwondo) – europejska federacja zrzeszająca narodowe związki sportowe taekwondo olimpijskiego z całej Europy. W Polsce członkiem ETU jest Polski Związek Taekwondo Olimpijskiego. Federacja jest jedynym organizatorem mistrzostw Europy w taekwondo wersji olimpijskiej.